# Quebrada de Quipisca
La quebrada de Quipisca es curso natural de agua intermitente que nace en las estribaciones occidentales de la cordillera de los Andes y fluye hacia el oeste en la Región de Tarapacá hasta sumirse en la pampa del Tamarugal.

## Trayecto
Nace con el nombre de quebrada Noasa al norte del cerro Yarbicoba formado por los cerros Alantaya (4890), Saitoco (4440) y Cauquima (4860), aguas abajo cambia su nombre por quebrada Parca y a veces también quebrada Dupliza, dependiendo de los lugares que fertiliza. Recibe por el sur a la quebrada Guachagua y desde el norte a la quebrada Canquima y a la quebrada Choja.: 67–68 
Riega en su primer paso el valle de Noasa que se extiendo por 2 kilómetros con plantaciones de alfalfa, trigo, hortalizas y flores. El mayor poblado es Parca, ubicado unos 10 km aguas abajo. En total la longitud de la quebrada de Quipisca es de 55 km.

## Caudal y régimen
El caudal de esta quebrada es escaso, pero su agua es de buena calidad.: 79 

## Historia
Francisco Astaburuaga escribió en 1899 en su obra póstuma Diccionario geográfico de la República de Chile sobre el lugar:
Quipisca.-—Caserío pequeño del departamento de Tarapacá situado en un valle estrecho de la serranía á 35 kilómetros al NO. de Mamiña.